# Teza
El Teza - (rus) Теза - és un riu de Rússia, un afluent per l'esquerra del Kliazma. Passa per l'óblast d'Ivànovo. Té una llargària de 192 km i una conca de 3.450 km². Es glaça generalment des de començaments de novembre o desembre fins a abril. És navegable en els seus últims 87 km. Passa per la ciutat de Xuia.